# 조지 워싱턴 (트럼불의 그림)
조지 워싱턴(영어: George Washington), 또한 조지 워싱턴과 윌리엄 리(George Washington and William Lee)로도 알려져 있으며, 1780년 미국 독립 전쟁 중 미국 화가 존 트럼불이 그린 유화로 된 전신 초상화이다. 조지 워싱턴 장군은 노예 하인 윌리엄 리 옆에 서서 뉴욕주의 허드슨강을 내려다보고 있으며, 배경에는 웨스트포인트와 배들이 보인다. 한때 워싱턴의 부관으로 일했던 트럼불은 런던에서 벤저민 웨스트 밑에서 공부하면서 기억으로 그림을 그렸다. 그는 11월 대역죄로 체포되기 전에 그림을 완성했다. 36 in × 28 in (0.91 m × 0.71 m) 크기의 이 초상화는 뉴욕의 메트로폴리탄 미술관에 전시되어 있다. 원래 네덜란드의 드 뇌프빌 가문이 소유하고 있었으나, 1924년 찰스 앨런 먼이 박물관에 기증했다.

## 역사
트럼불은 1775년 7월 27일부터 8월 15일까지 워싱턴 장군의 제2부관으로 대륙육군에서 복무했다. 이후 대령으로 임명되었으나, 1777년 2월 22일 복무 시간에 대한 분쟁으로 사임했다. 그 후 그는 보스턴에서 화가 경력을 재개했다. 1780년 5월, 그는 사업을 위해 낭트로 갔으나 실패한 후, 7월에 런던으로 가서 벤저민 웨스트 밑에서 그림을 공부했다. 웨스트의 첫 질문은 트럼불이 자신의 그림을 가져와 실력을 보여줄 수 있는지였다. 그는 샘플이 없었으므로 갤러리 그림을 모사하는 것부터 시작했다. 이어서 트럼불은 워싱턴의 이 초상화를 기억으로 그렸고, 아마도 장 드 뇌프빌의 아들인 린데르트 드 뇌프빌에게 주었을 것이다.
1780년 11월 15일, 베네딕트 아널드의 반역 소식과 존 앙드레 소령의 사망 소식이 런던에 전해졌다. 11월 20일, 트럼불은 대역죄로 체포되어 토트힐 필즈 브라이드웰에 수감되었다. 거의 7개월 후인 1781년 6월 12일, 그는 석방되었고 30일 이내에 나라를 떠나라는 명령을 받았다. 7월 13일, 그는 암스테르담에 도착하여 아버지에게 드 뇌프빌의 집에 머물고 있다고 편지를 썼다. 7월 20일, 그는 알렉산더 길런 준장이 지휘하는 프리깃함 사우스 캐롤라이나호를 타고 귀국할 계획을 썼다. 항해는 6개월 동안 계속되었고, 1782년 1월 보스턴에 도착했다.
이 그림은 1890년까지 드 뇌프빌 가문이 소유하고 있었다. 런던의 미술상들을 통해 판매되었고, 1898년 이전에 뉴욕의 미술상 에드워드 G. 케네디가 구입했다. 1908년까지 이 그림은 찰스 앨런 먼의 소장품이었고, 그는 1924년에 메트로폴리탄 미술관에 기증했다.

## 묘사
워싱턴은 완전한 군복, 즉 버프색 조끼와 바지 위에 파란색 코트를 입고 밝게 빛나는 풍경의 중심에 서서 뉴욕의 허드슨강을 내려다보는 언덕에 서 있다. 배경 왼쪽에는 웨스트포인트가 보이며, 빨간색과 흰색 줄무늬 깃발, 아마도 미국 해군 기가 펄럭이고 있다. 워싱턴은 모자, 칼, 그리고 말린 문서를 들고 있다. 빨간 터번을 쓴 흑인 하인, 보통 윌리엄 "빌리" 리로 확인되는 인물이 오른쪽 전경에서 워싱턴의 말을 돌보고 있다. 오른쪽 아래 배경의 강 위의 배들에서 연기가 피어오르고 있다.
워싱턴의 모습은 찰스 윌슨 필의  1776c.년 워싱턴 초상화에 영향을 받았을 수 있으며, 트럼불은 1778년 보스턴에서 이를 모사했고, 현재 브루클린 미술관에 있다. 이 구도는 하인과 말과 함께 있는 군인들의 다른 그림들, 즉 안토니 반 다이크의  1635c.년 그림인 사냥터의 찰스 1세의 영향을 보여준다. 윤곽을 검은색으로 강화하는 것과 같은 일부 측면은 벤저민 웨스트의 기법을 반영한다.

## 다른 버전
영국 판화가이자 인쇄 발행인인 밸런타인 그린은 제너럴 워싱턴이라는 제목의 메조틴트 버전을 제작했다. 이 작품은 1781년 1월 15일 드 뇌프빌의 지시에 따라 출판되었다. 하단에는 카르투슈가 포함되어 있으며, 미국 원주민이 워싱턴 가문의 문장을 들고 있는 모습을 보여준다. 1783년, 그는 또한 제너럴 워싱턴이라는 제목의 반신 초상화를 제작했다. 1782년, 자크 르 루아는 이미지가 반전된 G. 워싱턴이라는 제목의 버전을 조각했다.

## 비평
찰스 앨런 먼은 자신의 저서 《워싱턴 초상화의 세 가지 유형》에서 이렇게 말했다.
| “ | 이 초상화의 인기는 매우 높았다. 이것은 유럽에서 출판된 워싱턴의 첫 번째 진정한 초상화였으며, 곧 프랑스와 다른 곳에서 복사본이 발행되었다. | ” |

예일 대학교 미술관 도록 《존 트럼불: 화가의 손과 정신》에서는 이 초상화를 다음과 같이 묘사하고 있다.
| “ | 여전히 신중하고 절제되어 있지만, 여기에서의 실행은 더 느슨하고, 공간에서의 후퇴는 더 설득력 있으며, 초기 인물들의 얼굴에서 관찰되던 나무 같은 질감은 더 부드러운 모델링으로 바뀌었다. | ” |

## 갤러리

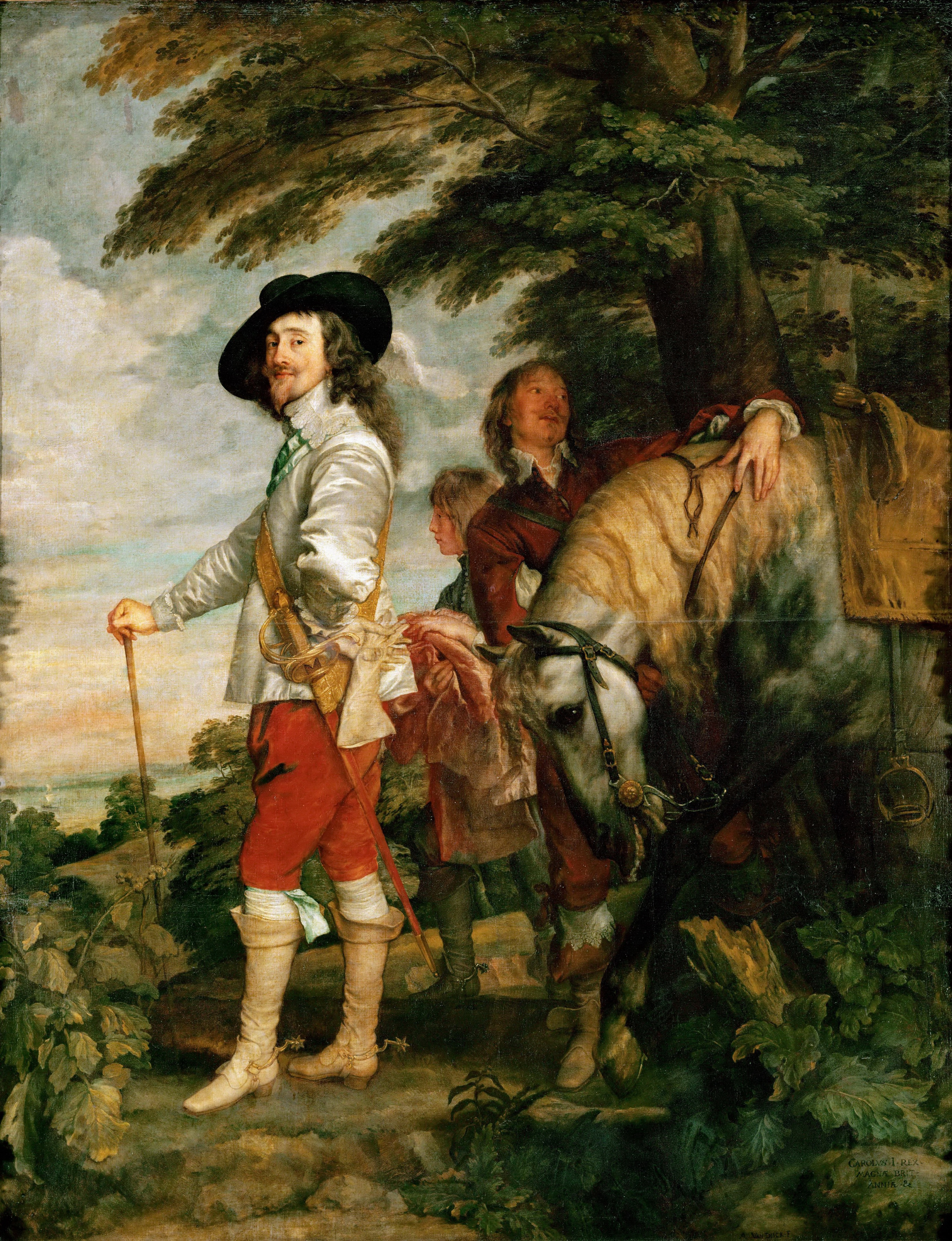
사냥터의 찰스 1세, 안토니 반 다이크, c. 1635, 루브르 박물관
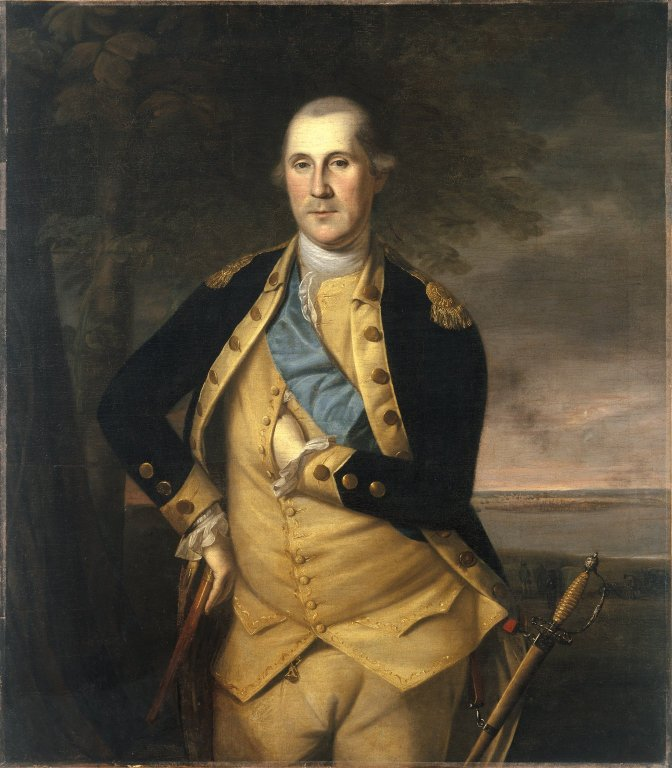
조지 워싱턴, 찰스 윌슨 필,  1776c., 브루클린 미술관
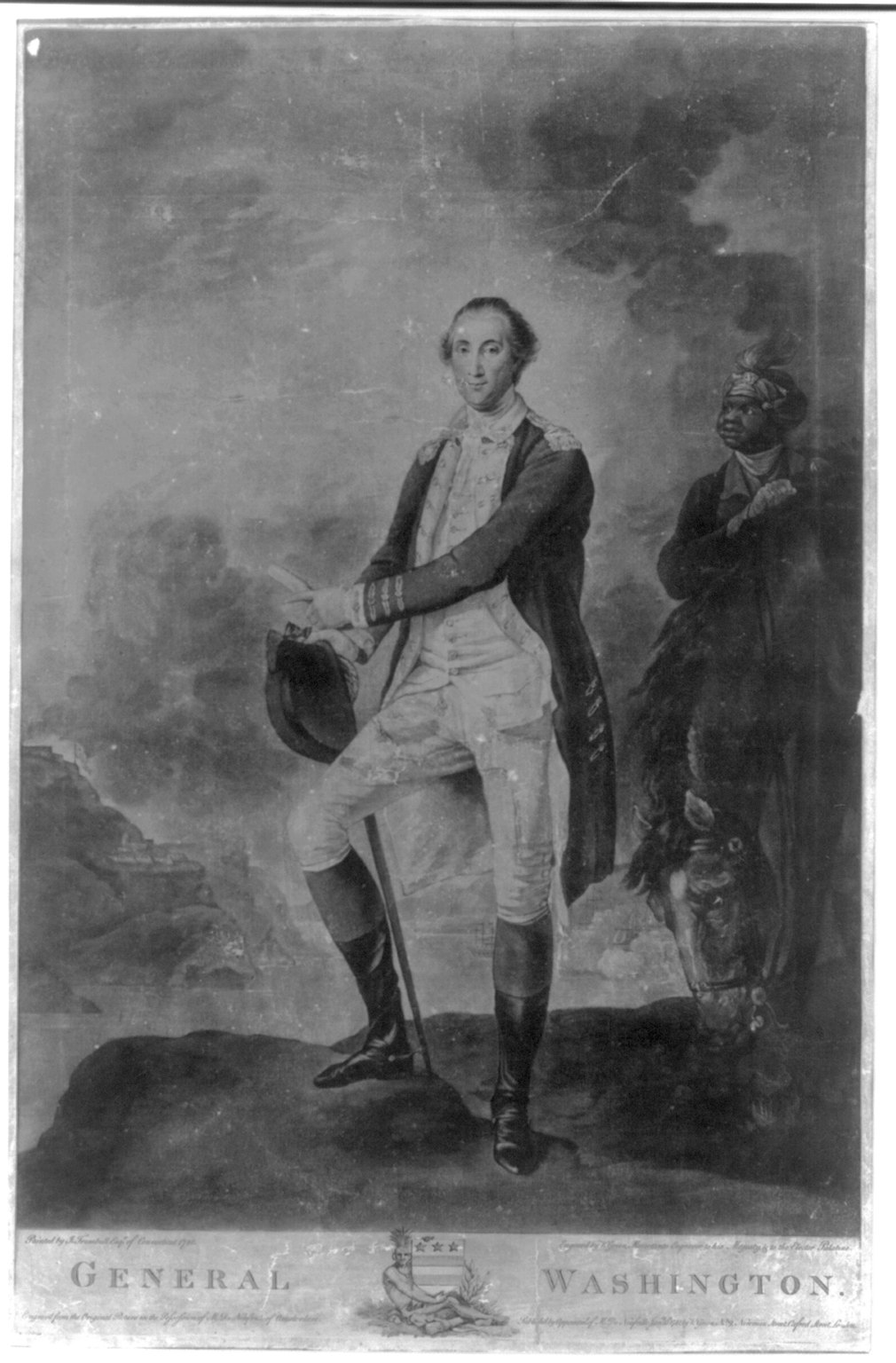
제너럴 워싱턴, 밸런타인 그린의 판화, 1781년
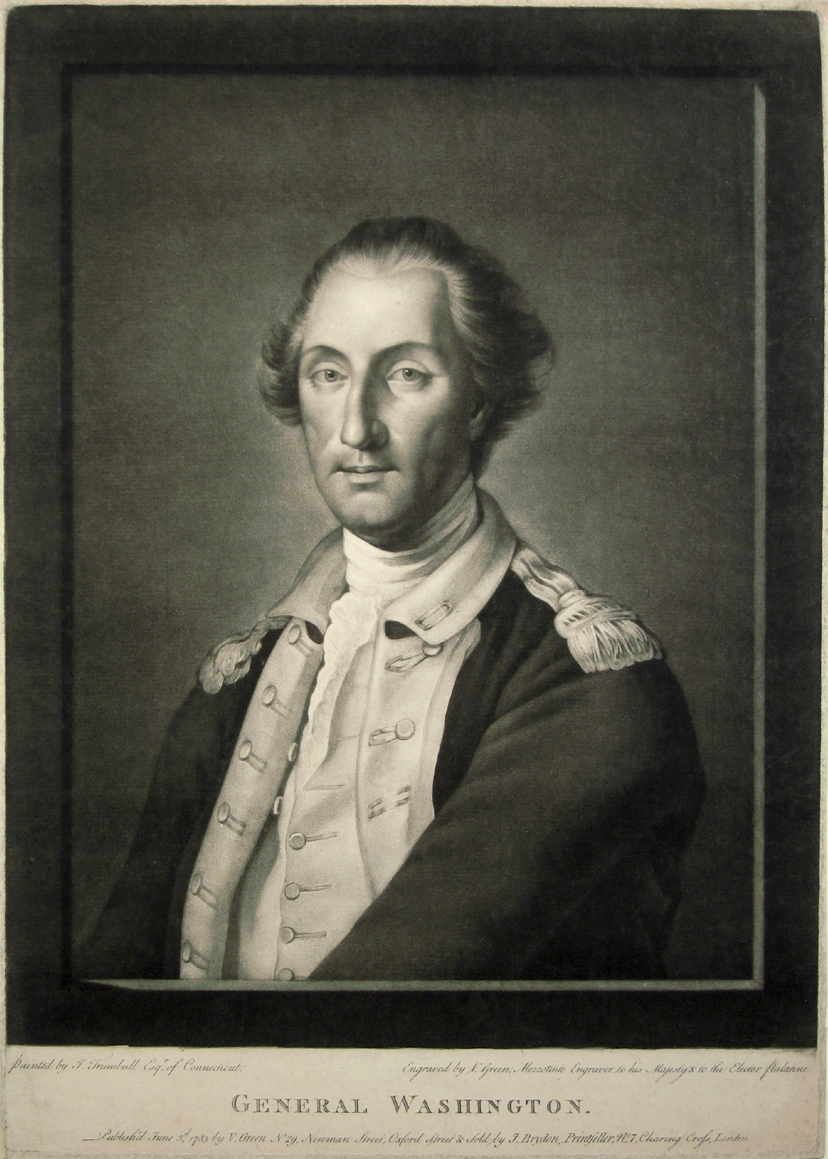
제너럴 워싱턴, 밸런타인 그린의 판화, 1783년
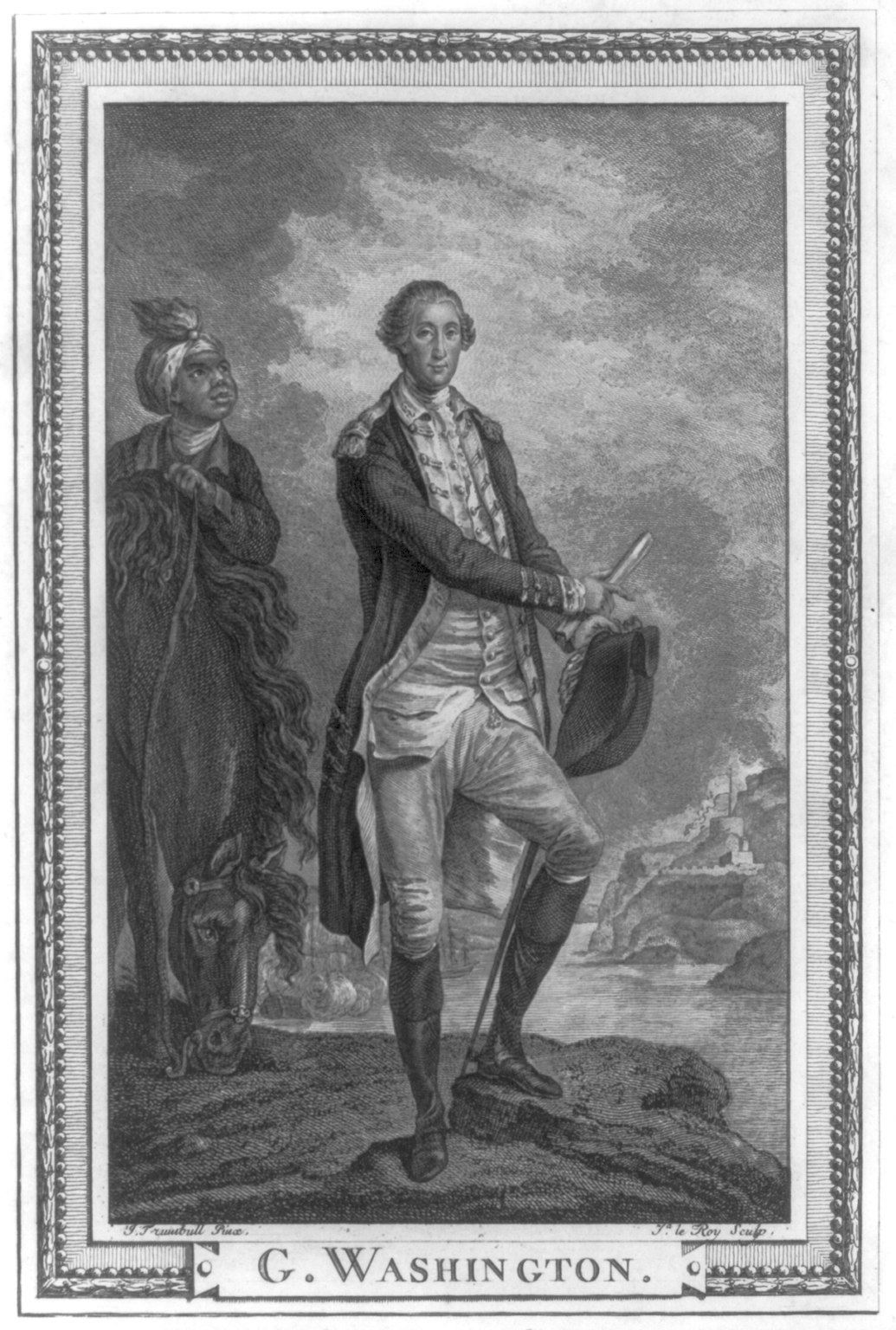
G. 워싱턴, 자크 르 루아의 판화, 1782년

## 유산
이 그림을 바탕으로 한 검은색 잉크로 인쇄된 7센트짜리 워싱턴 우표는 미국 우편국에서 1932년 워싱턴 탄생 200주년 기념 우표의 일부로 발행되었다. 1925년, 이 그림은 『메트로폴리탄 미술관 게시판』 1면에 실렸고, "찰스 앨런 먼 기증품"이라는 기사에서 설명되었다.

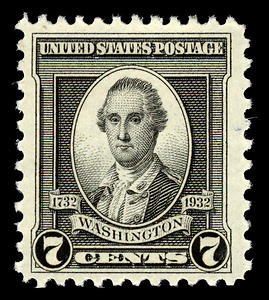

- 1932년 7¢ 발행

## 같이 보기
- 1780년 미술
- 조지 워싱턴과 노예 제도